# Lithacodia hippotamada
Lithacodia hippotamada är en fjärilsart som beskrevs av Druce. Lithacodia hippotamada ingår i släktet Lithacodia och familjen nattflyn. Inga underarter finns listade i Catalogue of Life.